# Kevin Whitted
Kevin Whitted (1973) è un ex cestista, allenatore di pallacanestro e dirigente sportivo statunitense.